# Щёкинское (Конотопский район)
Щёкинское (укр. Щекинське) — село,
Казацкий сельский совет,
Конотопский район,
Сумская область,
Украина.
Код КОАТУУ — 5922083804. Население по переписи 2001 года составляло 8 человек.

## Географическое положение
Село Щёкинское находится между сёлами Бочечки и Казацкое (0,5 км).
К селу примыкает большой лесной массив урочище Мутынский Бор.
Рядом проходит автомобильная дорога Т-1907.